# Singapour aux Jeux olympiques d'été de 2024
Singapour participe aux Jeux olympiques de 2024 à Paris. Il s'agit de sa 18e participation à des Jeux olympiques d'été.
Le skippeur Ryan Lo et l'athlète Shanti Pereira sont nommés porte-drapeaux de la délégation en juillet 2024.

## Nombre d’athlètes qualifiés par sport
Voici la liste des qualifiés et sélectionnés singapourien par sport (remplaçants compris) :
| Sport                                 | Hommes | Femmes | Total |
| ------------------------------------- | ------ | ------ | ----- |
| Athlétisme                            | 1      | 1      | 2     |
| Aviron                                | -      | 1      | 1     |
| Badminton                             | 2      | 2      | 4     |
| Canoë-kayak                           | -      | 1      | 1     |
| Équitation                            | -      | 1      | 1     |
| Escrime                               | -      | 2      | 2     |
| Golf                                  | -      | 1      | 1     |
| Sports aquatiques • Natation sportive | 1      | 4      | 5     |
| Tennis de table                       | 1      | 2      | 3     |
| Tir                                   | -      | 1      | 1     |
| Voile                                 | 2      | -      | 2     |
| Total                                 | 7      | 16     | 23    |

## Bilan général
| Sport | Médaille d'or, Jeux olympiques | Médaille d'argent, Jeux olympiques | Médaille de bronze, Jeux olympiques | Total | Rang pays |
| ----- | ------------------------------ | ---------------------------------- | ----------------------------------- | ----- | --------- |
| Voile | 0                              | 0                                  | 1                                   | 1     | 16e       |
| Total | 0                              | 0                                  | 1                                   | 1     | 84        |

| Jour   | Médaille d'or, Jeux olympiques | Médaille d'argent, Jeux olympiques | Médaille de bronze, Jeux olympiques | Total |
| ------ | ------------------------------ | ---------------------------------- | ----------------------------------- | ----- |
| 9 août | 0                              | 0                                  | 1                                   | 1     |
| Total  | 0                              | 0                                  | 1                                   | 1     |

| Sexe   | Médaille d'or, Jeux olympiques | Médaille d'argent, Jeux olympiques | Médaille de bronze, Jeux olympiques | Total |
| ------ | ------------------------------ | ---------------------------------- | ----------------------------------- | ----- |
| Hommes | 0                              | 0                                  | 1                                   | 1     |
| Femmes | -                              | -                                  | -                                   | -     |
| Mixte  | -                              | -                                  | -                                   | -     |
| Total  | 0                              | 0                                  | 1                                   | 1     |

## Médaillés
| Sport | Discipline            | Athlète(s)        | Performance | Date        |
| ----- | --------------------- | ----------------- | ----------- | ----------- |
| Voile | Formula Kite - Hommes | Maximilian Maeder |             | 9 août 2024 |

## Résultats

### Athlétisme

#### Hommes
| Athlète          | Épreuve | Tour préliminaire | Tour préliminaire | Premier tour | Premier tour | Demi-finales | Demi-finales | Finale  | Finale  |
| Athlète          | Épreuve | Temps             | Rang              | Temps        | Rang         | Temps        | Rang         | Temps   | Rang    |
| ---------------- | ------- | ----------------- | ----------------- | ------------ | ------------ | ------------ | ------------ | ------- | ------- |
| Marc Brian Louis | 100 m   | 10 s 43           | 3e                | DNS          | DNS          | Éliminé      | Éliminé      | Éliminé | Éliminé |

#### Femmes
| Athlète        | Épreuve | Premier tour (ou tour préliminaire) | Premier tour (ou tour préliminaire) | Repêchage (ou premier tour) | Repêchage (ou premier tour) | Demi-finales | Demi-finales | Finale   | Finale   |
| Athlète        | Épreuve | Temps                               | Rang                                | Temps                       | Rang                        | Temps        | Rang         | Temps    | Rang     |
| -------------- | ------- | ----------------------------------- | ----------------------------------- | --------------------------- | --------------------------- | ------------ | ------------ | -------- | -------- |
| Shanti Pereira | 100 m   | Exemptée                            | Exemptée                            | 10 s 63                     | 7e                          | Éliminée     | Éliminée     | Éliminée | Éliminée |
| Shanti Pereira | 200 m   | 23 s 21                             | 8e                                  | 23 s 45                     | 7e                          | Éliminée     | Éliminée     | Éliminée | Éliminée |

### Aviron
| Athlète         | Compétition | Série         | Série | Repêchage     | Repêchage | Demi-finale   | Demi-finale | Finale                | Finale |
| Athlète         | Compétition | Temps         | Rang  | Temps         | Rang      | Temps         | Rang        | Temps                 | Rang   |
| --------------- | ----------- | ------------- | ----- | ------------- | --------- | ------------- | ----------- | --------------------- | ------ |
| Saiyidah Aisyah | Skiff       | 8 min 17 s 04 | 5e    | 8 min 23 s 03 | 4e        | 8 min 47 s 41 | 2e          | Finale E 8 min 3 s 29 | 28e    |

### Badminton
| Athlète               | Compétition   | Phase de groupes                | Phase de groupes                  | Phase de groupes                 | Phase de groupes | 1/8e de finale                    | Quarts de finale            | Demi-finales     | Finale / 3e place | Finale / 3e place |
| Athlète               | Compétition   | Adversaire Score                | Adversaire Score                  | Adversaire Score                 | Rang             | Adversaire Score                  | Adversaire Score            | Adversaire Score | Adversaire Score  | Rang              |
| --------------------- | ------------- | ------------------------------- | --------------------------------- | -------------------------------- | ---------------- | --------------------------------- | --------------------------- | ---------------- | ----------------- | ----------------- |
| Loh Kean Yew          | Simple hommes | Louda Victoire 21-13, 21-10     | Canjura Victoire 21-13, 21-16     | Non disputé                      | 1er du gr. M     | Li Victoire 23-21, 21-15          | Axelsen Défaite 9-21, 17-21 | Éliminé          | Éliminé           | Éliminé           |
| Yeo Jia Min           | Simple dames  | Yavarivafa Victoire 21-7, 21-8  | Ludik Victoire 21-12, 21-6        | Non disputé                      | 1re du gr. I     | Ohori Défaite 21-11, 14-21, 22-24 | Éliminée                    | Éliminée         | Éliminée          | Éliminée          |
| Terry Hee Jessica Tan | Double mixte  | Chen / Toh Défaite 21-23, 12-21 | Feng / Huang Défaite 13-21, 17-21 | Chiu / Gai Victoire 21-17, 21-12 | 3e du gr. D      | Non disputé                       | Éliminés                    | Éliminés         | Éliminés          | Éliminés          |

### Canoë-kayak

#### Course en ligne
| Athlète        | Compétition | Séries        | Séries | Quarts de finale | Quarts de finale | Demi-finales  | Demi-finales | Finales A, B, C | Finales A, B, C |
| Athlète        | Compétition | Temps         | Rang   | Temps            | Rang             | Temps         | Rang         | Temps           | Rang            |
| -------------- | ----------- | ------------- | ------ | ---------------- | ---------------- | ------------- | ------------ | --------------- | --------------- |
| Stephenie Chen | K1 500 m    | 1 min 58 s 52 | 5e     | 1 min 53 s 88    | 5e               | 1 min 55 s 15 | 6e           | 1 min 56 s 55   | 23e             |

### Équitation
| Athlète       | Cheval  | Compétition | Grand Prix | Grand Prix | Grand Prix Freestyle | Grand Prix Freestyle | Grand Prix Freestyle | Total    | Total    |
| Athlète       | Cheval  | Compétition | Score      | Rang       | Score                | Total                | Rang                 | Score    | Rang     |
| ------------- | ------- | ----------- | ---------- | ---------- | -------------------- | -------------------- | -------------------- | -------- | -------- |
| Caroline Chew | Zatchmo | Individuel  | 63,351     | 56e        | Éliminée             | Éliminée             | Éliminée             | Éliminée | Éliminée |

### Escrime
| Athlète        | Compétition        | 1/32 de finale      | Seizièmes de finale     | Huitièmes de finale | Quarts de finale | Demi-finales     | Finale           | Rang |
| Athlète        | Compétition        | Adversaire Score    | Adversaire Score        | Adversaire Score    | Adversaire Score | Adversaire Score | Adversaire Score | Rang |
| -------------- | ------------------ | ------------------- | ----------------------- | ------------------- | ---------------- | ---------------- | ---------------- | ---- |
| Kiria Tikanah  | Épée individuelle  | Doig Victoire 15-14 | Santuccio Défaite 10-15 | Éliminée            | Éliminée         | Éliminée         | Éliminée         | 32e  |
| Amita Berthier | Fleuret individuel | Exemptée            | Scruggs Défaite 13-15   | Éliminée            | Éliminée         | Éliminée         | Éliminée         | 25e  |

### Golf
| Athlète     | Compétition      | Jour 1  | Jour 1 | Jour 2  | Jour 2   | Jour 2 | Jour 3  | Jour 3   | Jour 3 | Jour 4  | Jour 4   | Jour 4 |
| Athlète     | Compétition      | Score   | Rang   | Score   | Total    | Rang   | Score   | Total    | Rang   | Score   | Total    | Rang   |
| ----------- | ---------------- | ------- | ------ | ------- | -------- | ------ | ------- | -------- | ------ | ------- | -------- | ------ |
| Shannon Tan | Épreuve féminine | 78 (+6) | 50e    | 70 (-2) | 148 (+4) | 35e    | 73 (+1) | 221 (+5) | 36e    | 74 (+2) | 295 (+7) | 40e    |

### Natation
| Athlète      | Épreuve          | Séries  | Séries | Demi-finales | Demi-finales | Finale  | Finale  |
| Athlète      | Épreuve          | Temps   | Rang   | Temps        | Rang         | Temps   | Rang    |
| ------------ | ---------------- | ------- | ------ | ------------ | ------------ | ------- | ------- |
| Jonathan Tan | 50 m nage libre  | 22 s 26 | 32e    | Éliminé      | Éliminé      | Éliminé | Éliminé |
| Jonathan Tan | 100 m nage libre | 49 s 60 | 38e    | Éliminé      | Éliminé      | Éliminé | Éliminé |

| Athlète                                              | Épreuve            | Séries            | Séries | Demi-finales | Demi-finales | Finale   | Finale   |
| Athlète                                              | Épreuve            | Temps             | Rang   | Temps        | Rang         | Temps    | Rang     |
| ---------------------------------------------------- | ------------------ | ----------------- | ------ | ------------ | ------------ | -------- | -------- |
| Gan Ching Hwee                                       | 800 m nage libre   | 8 min 32 s 37 NR  | 11e    | Non disputé  | Non disputé  | Éliminée | Éliminée |
| Gan Ching Hwee                                       | 1 500 m nage libre | 16 min 10 s 13 NR | 9e     | Non disputé  | Non disputé  | Éliminée | Éliminée |
| Letitia Sim                                          | 100 m brasse       | 1 min 7 s 75      | 25e    | Éliminée     | Éliminée     | Éliminée | Éliminée |
| Letitia Sim                                          | 200 m brasse       | 2 min 29 s 46     | 22e    | Éliminée     | Éliminée     | Éliminée | Éliminée |
| Gan Ching Hwee Quah Jing Wen Letitia Sim Levenia Sim | 4 × 100 m 4 nages  | 4 min 5 s 58      | 14e    | Non disputé  | Non disputé  | Éliminée | Éliminée |

### Tennis de table
| Athlète(s) (n° de tête de série) | Compétition | Tour préliminaire   | 1er tour             | 2e tour             | 3e tour             | 4e tour             | Quart de finale     | Demi-finale         | Finale / MB         | Rang    |
| Athlète(s) (n° de tête de série) | Compétition | Adversaire(s) Score | Adversaire(s) Score  | Adversaire(s) Score | Adversaire(s) Score | Adversaire(s) Score | Adversaire(s) Score | Adversaire(s) Score | Adversaire(s) Score | Rang    |
| -------------------------------- | ----------- | ------------------- | -------------------- | ------------------- | ------------------- | ------------------- | ------------------- | ------------------- | ------------------- | ------- |
| Izaac Quek (47)                  | Simple      | Dispensé            | Jorgić Défaite 2 - 4 | Éliminé             | Éliminé             | Éliminé             | Éliminé             | Éliminé             | Éliminé             | Éliminé |

| Athlète(s) (n° de tête de série) | Compétition | Tour préliminaire   | 1er tour                 | 2e tour             | 3e tour             | 4e tour             | Quart de finale     | Demi-finale         | Finale / MB         | Rang     |
| Athlète(s) (n° de tête de série) | Compétition | Adversaire(s) Score | Adversaire(s) Score      | Adversaire(s) Score | Adversaire(s) Score | Adversaire(s) Score | Adversaire(s) Score | Adversaire(s) Score | Adversaire(s) Score | Rang     |
| -------------------------------- | ----------- | ------------------- | ------------------------ | ------------------- | ------------------- | ------------------- | ------------------- | ------------------- | ------------------- | -------- |
| Zeng Jian (31)                   | Simple      | Dispensée           | Malobabić Victoire 4 - 3 | Akula Défaite 2 - 4 | Éliminée            | Éliminée            | Éliminée            | Éliminée            | Éliminée            | Éliminée |
| Zhou Jingyi (54)                 | Simple      | Dispensée           | Szőcs Défaite 1 - 4      | Éliminée            | Éliminée            | Éliminée            | Éliminée            | Éliminée            | Éliminée            | Éliminée |

### Tir
| Tireuses     | Compétition                  | Qualification | Qualification | Finale   | Finale   |
| Tireuses     | Compétition                  | Points        | Rang          | Points   | Rang     |
| ------------ | ---------------------------- | ------------- | ------------- | -------- | -------- |
| Teh Xiu Hong | Pistolet à 10 m air comprimé | 567           | 32e           | Éliminée | Éliminée |
| Teh Xiu Hong | Pistolet à 25 m              | 583           | 12e           | Éliminée | Éliminée |

### Voile
Nota : le résultat barré est le plus mauvais de l’athlète concerné. Il n’est pas pris en compte dans le total.
| Athlètes          | Compétition  | Régates | Régates | Régates | Régates | Régates | Régates | Régates | Régates | Régates     | Régates     | Régates     | Total net | Medal series  | Medal series | Medal series | Classement                          |
| Athlètes          | Compétition  | 1       | 2       | 3       | 4       | 5       | 6       | 7       | 8       | 9           | 10          | CM          | Total net | 1/4 de finale | 1/2 finale   | Finale       | Classement                          |
| ----------------- | ------------ | ------- | ------- | ------- | ------- | ------- | ------- | ------- | ------- | ----------- | ----------- | ----------- | --------- | ------------- | ------------ | ------------ | ----------------------------------- |
| Ryan Lo           | Laser        | 15      | 8       | 11      | 29      | 23      | 25      | 44 BFD  | 27      | Annulées    | Annulées    | Él.         | 138       | Non disputé   | Non disputé  | Non disputé  | 25e                                 |
| Maximilian Maeder | Formula Kite | 5       | 1       | 2       | 21 DNF  | 1       | 4       | 1       | An.     | Non disputé | Non disputé | Non disputé | 46        | ND            | Ex.          | 3e           | Médaille de bronze, Jeux olympiques |